# Rugby 7 en los Juegos Olímpicos de Tokio 2020
El rugby 7 en los Juegos Olímpicos de Tokio 2020 se realizó en el Estadio de Tokio del 26 al 31 de julio de 2021.
Fueron disputados en este deporte dos torneos diferentes, el masculino y el femenino.

## Clasificación

### Torneo masculino
| Competición                | Fecha                                             | Sede                        | Plazas | Equipos clasificados                        |
| -------------------------- | ------------------------------------------------- | --------------------------- | ------ | ------------------------------------------- |
| País anfitrión             | –                                                 | –                           | 1      | Japón                                       |
| Serie Mundial              | 30 de noviembre de 2018 – 2 de junio de 2019      | Varias                      | 4      | Fiyi Estados Unidos Nueva Zelanda Sudáfrica |
| Campeonato Sudamericano    | 29 de junio de 2019 – 30 de junio de 2019         | Santiago · ( Chile)         | 1      | Argentina                                   |
| Norteamérica               | 6 de julio de 2019 – 7 de julio de 2019           | George Town ( Islas Caimán) | 1      | Canadá                                      |
| Europa                     | 13 de julio de 2019 – 14 de julio de 2019         | Colomiers ( Francia)        | 1      | Gran Bretaña                                |
| Oceanía                    | 7 de noviembre de 2019 – 9 de noviembre de 2019   | Suva ( Fiyi)                | 1      | Australia                                   |
| África                     | 9 de noviembre de 2019 – 10 de noviembre de 2019  | Johannesburgo ( Sudáfrica)  | 1      | Kenia                                       |
| Asia                       | 23 de noviembre de 2019 – 24 de noviembre de 2019 | Incheon ( Corea del Sur)    | 1      | Corea del Sur                               |
| Torneo Preolímpico Mundial | 20 de junio de 2021 - 21 de junio de 2021         | Mónaco ( Mónaco)            | 1      | Irlanda                                     |
| TOTAL                      |                                                   |                             | 12     | 12                                          |

#### Medallero masculino
| Evento | Oro                   | Plata                             | Bronce                                    |
| ------ | --------------------- | --------------------------------- | ----------------------------------------- |
|        | Campeón Olímpico Fiyi | Subcampeón Olímpico Nueva Zelanda | Ganador de la Medalla de Bronce Argentina |

### Torneo femenino
| Competición                | Fecha                                       | Sede               | Plazas | Equipos clasificados                          |
| -------------------------- | ------------------------------------------- | ------------------ | ------ | --------------------------------------------- |
| País anfitrión             | –                                           | –                  | 1      | Japón                                         |
| Serie Mundial              | 20 de octubre de 2018 - 16 de junio de 2019 | Varias             | 4      | Nueva Zelanda Estados Unidos Canadá Australia |
| Campeonato Sudamericano    | 1 – 2 de junio de 2019                      | Lima · ( Perú)     | 1      | Brasil                                        |
| Campeonato Europeo         | 13 – 14 de julio de 2019                    | Kazán · ( Rusia    | 1      | Gran Bretaña                                  |
| Campeonato Africano        | 12 – 13 de octubre de 2019                  | Jemmal ( Túnez)    | 1      | Kenia                                         |
| Campeonato de Oceanía      | 7 – 9 de noviembre de 2019                  | Suva ( Fiyi)       | 1      | Fiyi                                          |
| Campeonato Asiático        | 9 – 10 de noviembre de 2019                 | Guangzhou ( China) | 1      | China                                         |
| Torneo Preolímpico Mundial | 20 – 21 de junio de 2021                    | Mónaco ( Mónaco)   | 2      | Francia COR                                   |
| TOTAL                      |                                             |                    | 12     | 12                                            |

#### Medallero femenino
| Evento | Oro                            | Plata                       | Bronce                               |
| ------ | ------------------------------ | --------------------------- | ------------------------------------ |
|        | Campeón Olímpico Nueva Zelanda | Subcampeón Olímpico Francia | Ganador de la Medalla de Bronce Fiyi |

## Medallero
| Núm. | País          | Oro | Plata | Bronce | Total |
| ---- | ------------- | --- | ----- | ------ | ----- |
| 1    | Nueva Zelanda | 1   | 1     | 0      | 2     |
| 2    | Fiyi          | 1   | 0     | 1      | 2     |
| 3    | Francia       | 0   | 1     | 0      | 1     |
| 4    | Argentina     | 0   | 0     | 1      | 1     |
|      | TOTAL         | 2   | 2     | 2      | 6     |